# .to
.to (Tonga) é o código TLD (ccTLD) na Internet para o Tonga.
É utilizado no encurtador de url go.to.